# Melanophthalma videns
Melanophthalma videns es una especie de coleóptero de la familia Latridiidae.

## Distribución geográfica
Habita en Arabia Saudita.